# Selliguea okamotoi
Selliguea okamotoi là một loài dương xỉ trong họ Polypodiaceae. Loài này được Ralf Knapp mô tả khoa học đầu tiên năm 2011.
Danh pháp khoa học của loài này chưa được làm sáng tỏ. 